# باميلا بوليدو
باميلا بوليدو (بالإسبانية: Pamela Pulido)‏ هي كاتِبة مكسيكية، ولدت في 8 أكتوبر 1987 في مونتيري في المكسيك.

## وصلات خارجية
- باميلا بوليدو على موقع IMDb (الإنجليزية)